# Squadra russa di Fed Cup
La squadra russa di Fed Cup rappresenta la Russia nella Fed Cup, ed è posta sotto l'egida della Federazione tennistica russa.
La squadra partecipa alla competizione dal 1968, come Unione Sovietica, e nel 1991 e 1992 sotto il nome di CSI (Comunità degli Stati Indipendenti).

Vanta in totale quattro successi nella manifestazione e altrettante finali perse, di cui due nel periodo dell'Unione Sovietica.
Negli ultimi anni è una presenza costante del Gruppo Mondiale. Nel 2011 raggiunge la finale, dopo aver eliminato la Francia nel primo turno, rimontando l'iniziale 0-2 di Alizé Cornet e Virginie Razzano rispettivamente su Svetlana Kuznecova e Marija Šarapova, e l'Italia in semifinale con un inappellabile 5-0. Nella finale di Mosca le ragazze guidate da Šamil' Tarpiščev cedono alla Repubblica Ceca, che ringrazia la buona stella di Petra Kvitová, vincitrice dei singolari contro Marija Kirilenko e Svetlana Kuznecova. La stessa Kuznecova e Anastasija Pavljučenkova portano la serie al quinto incontro sconfiggendo Lucie Šafářová nei rispettivi singolari. Nel doppio la coppia ceca formata da Lucie Hradecká e Květa Peschke ha la meglio sulle padrone di casa Marija Kirilenko ed Elena Vesnina.
Nel 2012 la Russia cede in semifinale alla Serbia, per poi tornare in finale nel 2013. Dopo i faticati successi su Giappone e Slovacchia (quest'ultimo in rimonta dallo 0-2), le russe, con una formazione decisamente rimaneggiata (Aleksandra Panova, Irina Chromačëva e Alisa Klejbanova le singolariste) cedono in finale di schianto all'Italia che si impone grazie a Roberta Vinci e Sara Errani vincendo la serie per 4-0.
Nell'edizione 2014 la diaspora delle migliori tenniste russe si allarga ulteriormente. Disertano le prime dieci del ranking e così il nuovo capitano Anastasija Myskina è costretta a convocare nuovamente Chromačëva (all'epoca n°241, ventunesima in patria), Viktorija Kan (n°158, dodicesima a livello nazionale), Veronika Kudermetova (n°650, cinquantacinquesima in patria) e la doppista Valerija Solov'ëva. Il risultato è una totale disfatta al primo turno contro l'Australia che con Samantha Stosur e Casey Dellacqua non ha alcun problema a sbarazzarsi del debole rivale. La squadra russa è così costretta, dopo molti anni, agli spareggi per evitare la retrocessione, dove è sorteggiata contro l'Argentina. La squadra sudamericana non è certamente di livello, così Elena Vesnina e Ekaterina Makarova non hanno alcun problema a chiudere la serie dopo i primi tre singolari contro Paula Ormaechea e María Irigoyen, permettendo alla propria squadra di mantenere la categoria.
Nel 2015, la Russia torna ad avere le sue migliori tenniste a disposizione: nel primo round contro la Polonia delle sorelle Radwańska, partecipano sia Svetlana Kuznecova che soprattutto Marija Šarapova, che ritorna nel team per la prima volta dal 2012. Dopo un netto 4-0 alle polacche, in semifinale ci pensano Pavljučenkova e Kuznecova a portare i primi due punti contro la Germania di Görges e Lisicki; Kerber e Petković ri-equilibrano la situazione sul 2-2, ma Pavljučenkova/Vesnina vincono il doppio decisivo, ottenendo la terza finale del decennio, dopo quelle del 2011 e del 2013. Nell'ultimo atto, affrontano la Repubblica Ceca: nel primo singolare, Petra Kvitová rimonta un set di svantaggio a Pavljučenkova (2-6 6-1 6-1). Nel secondo match, Šarapova regola Plíšková (6-3 6-4) e poi vince il big-match contro Kvitová (3-6 6-4 6-2), portando la nazionale russa sul 2-1. Pavljučenkova perde il quarto match contro Plíšková (3-6 4-6), rimandando l'esito della sfida al doppio. Nel quinto match, Pavljučenkova/Vesnina vengono sconfitte da Plíšková/Strycová con lo score di 6-4 3-6 2-6. La Russia perde la sua terza finale di Fed Cup consecutiva.
Nel 2016, la Russia di Makarova e Kuznecova viene sorprendentemente battuta per 3-1 dai Paesi Bassi trascinati da Kiki Bertens: clamorose e decisive le sconfitte di Kuznecova contro la n°106 Bertens (1-6 4-6) e contro la n°141 Hogenkamp (6(4)-7 7-5 8-10). Negli spareggi, vengono convocate Margarita Gasparjan e Dar'ja Kasatkina per la sfida contro la Bielorussia, in cui partecipa la ritrovata Azaranka, recente campionessa di Indian Wells e Miami: le russe vengono sconfitte per 3-2 dalle avversarie, retrocedendo nel Gruppo II, evento che non accadeva dal 2006.
Nel 2017, le russe vincono contro Cina Taipei grazie alla spinta di Ekaterina Makarova e accedono alla sfida play-off per ri-accedere al Gruppo Mondiale. In aprile, affrontano il Belgio: vengono convocate la recente campionessa di Indian Wells Elena Vesnina, Anastasija Pavljučenkova e Blinkova/Kasatkina per il doppio. Alla fine, la sfida termina 3-2 per il Belgio, grazie ai successi di Mertens su entrambe le singolariste russe e alla vittoria nel doppio di Mestach/Zanevs'ka.
Nel 2018, le russe affrontano la Slovacchia nel loro match di Gruppo II: la nazionale schiera Natal'ja Vichljanceva, Anastasija Potapova e Anna Kalinskaya. La Russia va incontro a una rovinosa sconfitta (4-1), facendo sprofondare il team negli spareggi per la permanenza nel Gruppo II. In aprile, nei suddetti spareggi, la russa affronta la Lettonia, che schiera le sue prime linee (Sevastova e Ostapenko). Anche la Russia decide di convocare due top-40, Anastasija Pavljučenkova ed Ekaterina Makarova, a differenza di quanto successo nello scontro con la Slovacchia. Alla fine, le lettoni, trascinate da Ostapenko, vincono la sfida per 3-2, facendo precipitare la Russia nel terzo grado della competizione, la Zona Euro-Africana.
Nel 2019, la Russia vince il suo girone con Polonia e Danimarca; nello spareggio promozione contro la Svezia, Vichljanceva e Pavljučenkova riportano la loro nazionale agli Spareggi del Gruppo II. In aprile, Potapova e Pavljučenkova trascinano la Russia nella vittoria per 4-0 contro l'Italia, facendo permanere la nazionale nel Gruppo II ed evitando la recessione nel Gruppo zonale Euro-africano. 
Nel 2020, la Fed Cup cambia formato e nome, diventando la Billie Jean King Cup. Ora, le squadre del gruppo II devono disputare le qualificazioni, che se vengono passate permettono alle nazionali vincenti di accedere alle finali. Nel febbraio 2020, la Russia batte per 3-2 la Romania grazie ad Aleksandrova e Kudermetova. Dopo la lunga pausa dovuta alla pandemia COVID-19, la Billie Jean King Cup torna nel novembre 2021, periodo in cui si giocano le fasi finali: la Russia è inserita nel gruppo A con Francia e Canada; le russe vincono per 3-0 sul Canada e per 2-1 sulla Francia, qualificandosi per la semifinale contro gli USA. Samsonova batte in rimonta Sloane Stephens (1-6 6-4 6-3) mentre Pavljučenkova perde da Danielle Collins (7-6(9) 6(2)-7 2-6). Nel doppio decisivo, Kudermetova/Samsonova lasciano 4 giochi a Vandeweghe/Rogers, qualificando la nazionale russa alla sua 12ª finale della competizione. Nell'ultimo atto, affrontano la Svizzera: nel primo singolare, Kasatkina si impone su Jil Teichmann (6-2 6-4) mentre, nel secondo singolare, Ljudmila Samsonova regala il 5º titolo della storia della Russia nella competizione, battendo la campionessa olimpica Belinda Bencic in rimonta (3-6 6-3 6-4).

## Risultati
= Incontro del Gruppo Mondiale

### 2010-2019
| Anno | Turno                       | Data           | Sede             | Avversario  | Punteggio | Esito     |
| ---- | --------------------------- | -------------- | ---------------- | ----------- | --------- | --------- |
| 2010 | Gruppo Mondiale, 1º turno   | 6-7 febbraio   | Belgrado (SRB)   | Serbia      | 3–2       | Vittoria  |
| 2010 | Gruppo Mondiale, Semifinale | 24-25 aprile   | Birmingham (USA) | Stati Uniti | 2–3       | Sconfitta |
| 2011 | Gruppo Mondiale, 1º turno   | 5-6 febbraio   | Mosca (RUS)      | Francia     | 3–2       | Vittoria  |
| 2011 | Gruppo Mondiale, Semifinale | 16-17 aprile   | Mosca (RUS)      | Italia      | 5–0       | Vittoria  |
| 2011 | Gruppo Mondiale, Finale     | 5-6 novembre   | Mosca (RUS)      | Rep. Ceca   | 2–3       | Sconfitta |
| 2012 | Gruppo Mondiale, 1º turno   | 4-5 febbraio   | Mosca (RUS)      | Spagna      | 3–2       | Vittoria  |
| 2012 | Gruppo Mondiale, Semifinale | 21-22 aprile   | Mosca (RUS)      | Serbia      | 2–3       | Sconfitta |
| 2013 | Gruppo Mondiale, 1º turno   | 9-10 febbraio  | Mosca (RUS)      | Giappone    | 3–2       | Vittoria  |
| 2013 | Gruppo Mondiale, Semifinale | 20-21 aprile   | Mosca (RUS)      | Slovacchia  | 3–2       | Vittoria  |
| 2013 | Gruppo Mondiale, Finale     | 2-3 novembre   | Cagliari (ITA)   | Italia      | 0–4       | Sconfitta |
| 2014 | Gruppo Mondiale, 1º turno   | 8-9 febbraio   | Hobart (AUS)     | Australia   | 0 – 4     | Sconfitta |
| 2014 | Spareggi Gruppo Mondiale    | 19-20 aprile   | Soči (RUS)       | Argentina   | 4 – 0     | Vittoria  |
| 2015 | Gruppo Mondiale, 1º turno   | 7-8 febbraio   | Cracovia (POL)   | Polonia     | 4 – 0     | Vittoria  |
| 2015 | Gruppo Mondiale, Semifinale | 18-19 aprile   | Soči (RUS)       | Germania    | 3 – 2     | Vittoria  |
| 2015 | Gruppo Mondiale, Finale     | 14-15 novembre | tbd (CZE)        | Rep. Ceca   | –         | -         |

## Ranking ITF
- Il prossimo aggiornamento del ranking è previsto per il mese di aprile 2014.

| Repubblica Ceca nel Ranking ITF (aggiornata al 4 novembre 2013) |           |          |                    |
| Pos                                                             | Squadra   | Punti    | Gruppo             |
| 1                                                               | Italia    | 28367.50 | Gruppo Mondiale    |
| 2                                                               | Rep. Ceca | 28340.00 | Gruppo Mondiale    |
| 3                                                               | Russia    | 15505.00 | Gruppo Mondiale    |
| 4                                                               | Australia | 9230.00  | Gruppo Mondiale    |
| 5                                                               | Germania  | 9050.00  | Gruppo Mondiale    |
| 6                                                               | Serbia    | 8200.00  | Gruppo Mondiale II |